# Дробление акций
Дробление акций (также сплит акций, англ. Stock split) — увеличение числа находящихся в обращении акций за счёт пропорционального дробления каждой первоначальной акции. При проведении этой процедуры эмиссии новых акций не происходит.
Целью дробления акций обычно является сделать более доступными слишком подорожавшие акции, чтобы в торговле могло принимать участие большее количество трейдеров.
Пример. Если у компании был в обращении 1 млн акций и дробление проводится в отношении два к одному, то после сплита будет 2 млн акций, каждая из которых будет иметь цену в 2 раза ниже первоначальной. Каждый владелец прежних 100 акций будет теперь обладать 200 новыми акциями. Номинальная стоимость акций при этом пропорционально (в 2 раза) уменьшается.
Рыночная капитализация компании и процентные доли акционеров в компании остаются при этом неизменными. Вследствие роста числа сделок увеличивается ликвидность акций компании.